# یواس‌اس میانتونومو (۱۸۶۳)
یواس‌اس میانتونومو (۱۸۶۳) (به انگلیسی: USS Miantonomoh (1863)) یک کشتی بود که طول آن ۲۵۸ فوت ۶ اینچ (۷۸٫۷۹ متر) بود. این کشتی در سال ۱۸۶۳ ساخته شد.